# 柏木悠
柏木 悠（かしわぎ はる、2005年3月31日 - ）は日本の俳優、ダンサー。ダンス&ボーカルグループ・超特急のメンバーで、活動名はハル。熊本県出身。スターダストプロモーション第3事業部所属。

## 略歴
2018年、中学2年生のときに、家族と旅行中に原宿でスターダストプロモーションにスカウトされ、芸能界入り。スターダストプロモーション福岡営業所に所属後、同社の若手男性アーティスト集団・EBiDANに加入し、EBiDAN研修生によるプロジェクト・BATTLE BOYSでの活動を開始する。
2021年7月29日、期間限定ユニットであるM!DANCERS from EBiDAN NEXT（エムダンサーズ フロム エビダンネクスト）のメンバーに選出され、M!LKの全国ツアーのオープニングアクトやバックダンサーを務める。同年10月19日にはユニット名がTEAM M!（チーム エム）に改名され、2022年3月31日をもって活動を終了する。
その後メインダンサー&バックボーカルグループ・超特急の新メンバーオーディションに応募し、2022年8月8日、高校3年生でメインダンサーとして加入する。活動名を「ハル」とする。超特急ではメンバーごとに号車番号と担当があり、ハルは「14号車、怪獣担当」が割り振られている。イメージカラーはオレンジ。在学中は熊本と東京を往復し、高校を卒業後に上京した。
俳優としては、2023年9月から11月にかけて放送されたテレビドラマ『君には届かない。』で前田拳太郎とダブル主演を務める。2024年4月から5月にかけて放送されたテレビドラマ『ゴーストヤンキー』でドラマ単独初主演を果たし、同年7月から9月にかけて放送されたテレビドラマ『ビリオン×スクール』ではゴールデンプライムタイムの連続ドラマへの初出演となった。

## 人物

### 超特急加入まで
2022年、当時のマネージャーの勧めにより、超特急の新メンバーオーディションに応募する。当初は、超特急の最年長メンバーとの年齢差が10歳あることや、周囲に応募した同世代がいなかったことから、不安を抱えていた。ダンス審査では振りを忘れてしまい、ほとんど踊れなかった。だが最終審査では、直前の合宿期間中に振付やパフォーマンス構成を集中して準備ができ、マネージャーから「自分らしいパフォーマンスをすれば大丈夫だよ」と声をかけられたことで自信を持って臨んだため、自分が思うような最高のパフォーマンスができたと語っている。5号車ユーキからは高い評価を受けていた。

### その他
- 趣味:風景写真を撮ること、ゲーム、ギター[1]
- 特技:ダンス、サッカー[1]
- 座右の銘:他力本願[27]
- 好きな食べ物:チョコレート[28]
- 胃腸炎になった際に、お医者さんには「1週間くらいかかるかもしれませんね」と言われたが気合いで２日で治した[要出典]

## 受賞歴
2024年
- TV station ドラマ大賞 2023 新人賞（『君には届かない。』）

2025年
- 「2025年上半期  ViVi国宝級イケメンランキング」NEXT部門1位

## 出演

### テレビドラマ
- 福岡恋愛白書17「おはようマドンナ」（2022年3月18日、KBC） - クラスメイト 役[31][32]
- 超特急、地球を救え。（2022年9月7日 - 28日、テレビ東京） - 主演・本人 役（超特急全員で主演）[33]
- 君には届かない。（2023年9月27日 - 11月15日、TBS） - 主演・カケル（芦屋架）役（前田拳太郎とダブル主演）[19][34]
- 好きなオトコと別れたい（2024年4月4日 - 6月20日、テレビ東京） - イチ 役[35]
- ゴーストヤンキー（2024年4月19日 - 5月17日、MBS） - 主演・風町トゲル 役[20]
- ビリオン×スクール（2024年7月5日 - 9月13日、フジテレビ） - 鈴木司 役[21]
- レッドブルー 第1話（2024年12月18日、MBS）[36]
- みつめてそらして-crossroad-（2024年12月26日、朝日放送） - 主演・遥 役[37][38]
- アイシー〜瞬間記憶捜査・柊班〜（2025年1月21日 - 3月25日、フジテレビ） - 瑞江律 役[39]
- 年下童貞くんに翻弄されてます（2025年4月25日 - 6月13日、MBS） - 主演・堂前帝都 役（森香澄とダブル主演）[40]
- ディアマイベイビー〜私があなたを支配するまで〜 第7話（2025年5月17日、テレビ東京） - 南雲昌哉 役[41]
- 放送局占拠（2025年7月12日 - 、日本テレビ） - 河童 / 高津波留斗 役[42]

### 配信ドラマ
- 『ビリオン×スクール』FODオリジナルストーリー（2024年9月13日、FOD） - 鈴木司 役[43]
- みつめてそらして-moratorium-（2024年12月20日、TikTok） - 主演・遥 役[37][38]

### 舞台
- FAKE MOTION 2022 SMR LIVE SHOW（2022年10月12日 - 13日、かつしかシンフォニーヒルズ） - 屋代景伸 役[44][注 1]

### 情報番組
- めざましテレビ（2025年1月8日・17日・24日、フジテレビ） - マンスリーエンタメプレゼンター[46]

### CM
- 福岡ベルエポック美容専門学校 高等課程美容科 パンフレット・WEB（2021年 - 2022年）[14]
- gelato pique「THE FATHER’S DAY SPECIAL MOVIE」（2024年・2025年）[47][48]

## 書籍

### 写真集
- 柏木悠 1st写真集『19→20』（2025年10月15日発売予定、KADOKAWA）[49]

### 雑誌連載
- はる。のれんさい（『月刊ザテレビジョン』2024年5月号[50] - ）